# 联邦农业和农村发展部
联邦农业和农村发展部（英語：Federal Ministry of Agriculture and Rural Development），简称农业部，是尼日利亚政府下辖的一个部门，负责监管尼日利亚全国的农业研究、农业和自然资源、林业和兽医研究等。现任农业和农村发展部长是萨博·纳诺诺。2019年8月，尼日利亚总统穆罕默德·布哈里任命他为该部负责人。

## 沿革
1967年，随着尼日利亚独立，联邦农业部建立。此前殖民时期的四个地区上建立了12个州，每个州仍保留自己的农业和自然资源部。2010年4月，尼日利亚总统古德勒克·乔纳森任命谢赫·艾哈迈德·阿卜杜拉担任尼日利亚水资源部时，水资源部从农业部分离出来。此前该部部长有阿达姆·贝洛、阿巴·赛亚迪·鲁马和谢赫·艾哈迈德·阿卜杜拉等。
2011年6月，阿金武米·阿德西纳被古德勒克·乔纳森总统任命为联邦农业和农村发展部长。2015年，穆罕默德·布哈里总统任命奥杜·英诺森·奥格贝出任新的农业部长。2019年8月，布哈里连任第二届总统，他任命萨博·纳诺诺出任新的农业部部长。2020年，欧内斯特·阿福拉比·乌马基赫博士出任联邦农业和农村发展部常务秘书。

## 职权
农业和农村发展部负责涉及农村发展、粮食安全、农村收入增长和创造就业等国家战略任务。该部通过其部门和半官方机构履行其职能。它还同时监督并为研究机构提供资金，其中包括国家根茎作物研究所、国家动物生产研究所、国家兽医研究所以及尼日利亚农业和林业学院等。

## 相关
- 尼日利亚的农村发展（英语：Rural development in Nigeria）
- 尼日利亚农业（英语：Agriculture in Nigeria）